# Ignacy Miączyński (1767–1840)
Ignacy Miączyński herbu Suchekomnaty (ur. 1767, zm. 1840) – prezes Senatu w czasie powstania listopadowego, senator-wojewoda Królestwa Polskiego od 1825, senator-kasztelan od 1818, rezydent rosyjski oraz honorowy obywatel w Rzeczypospolitej Krakowskiej, członek Rządu Centralnego Wojskowego Tymczasowego Obojga Galicji w 1809.
Syn Władysława Miączyńskiego, konfederata barskiego, oraz Magdaleny Krzemienieckiej herbu Grzymała. Bratanek Józefa Miączyńskiego (1740–1800). Mąż Salmoneli Suchackiej h. Poraj.
W 1812 roku jako radca Głównej Izby Obrachunkowej i członek Towarzystwa Królewskiego Gospodarczo-Rolniczego przystąpił do Konfederacji Generalnej Królestwa Polskiego.
Był jednym z założycieli Towarzystwa Kredytowego Ziemskiego w Królestwie Polskim, którego był prezesem. Pod koniec swojego życia wstąpił do loży masońskiej w Warszawie, był jej ostatnim wielkim mistrzem.  Był właścicielem trzech majątków: Pożdżenic, Miedzno, Borowe,
W 1818 został doktorem honoris causa Wydziału Filozofii Uniwersytetu Jagiellońskiego.
Jako senator podpisał 25 stycznia 1831 roku akt detronizacji Mikołaja I Romanowa.
Odznaczony Orderem Świętego Stanisława I klasy z nadania Aleksandra I Romanowa w 1818 oraz Orderem św. Anny z brylantami I klasy w 1825

## Potomkowie
- Henryk August Miączyński (zm. 1861) – dziedzic majątku Rudniki  – w 1836 r. ufundował nowy kościół we wsi Pożdżenice